# Ahn Ji-hyun
Ahn Ji-hyun (en hangul, 안지현) es una actriz surcoreana.

## Carrera
El proyecto inicial de Ahn Ji-hyun había sido convertirse en bailarina, y para ello fue a estudiar ballet a Inglaterra cuando aún estaba en la escuela primaria; sin embargo, tras una lesión que le impidió continuar decidió ser actriz, contra el criterio de su familia. Regresó por tanto a Corea, donde fue admitida en el Departamento de Estudios Internacionales de la Universidad de Yonsei. Poco antes conoció casualmente al representante de su agencia, que le ofreció un papel, e incluso persuadió a su madre para que le permitiera actuar. Tras algunos pequeños papeles (School 2013, The Devil Rider), la oposición materna desapareció con el éxito de la actriz en Secret Love.
En julio de 2018 se anunció que se había unido al elenco principal de la serie That Moment When Time Stops, donde da vida a Sun Ah, una joven de 25 años que es propietaria de un edificio de tres pisos. Se trata de su primer papel protagonista, que la propia actriz consideró «un punto de inflexión no solo como actor, sino también en toda mi vida».

## Filmografía

### Series de televisión
| Año  | Título                                      | Personaje          | Red      | Ref.        |
| ---- | ------------------------------------------- | ------------------ | -------- | ----------- |
| 2010 | Drama Special - "Texas Hit"                 |                    | KBS2     | [ 5 ]       |
| 2011 | While You Were Sleeping                     | Maeng Hyun-joo     | SBS      | [ 5 ] [ 6 ] |
| 2011 | Drama Special - "Daughters of Bilitis Club" | Yoon Yeo-kyung     | KBS2     | [ 7 ]       |
| 2012 | Koisuru Maison ~Rainbow Rose~               |                    | TV Tokyo | [ 8 ]       |
| 2012 | Vampire Prosecutor - Season 2               |                    | OCN      |             |
| 2012 | School 2013                                 | Ahn Ji-hyun        | KBS2     |             |
| 2013 | Adolescence Medley                          | Moon Soo-jung      | KBS2     |             |
| 2013 | Secret Love                                 | Yang Hae-ri        | KBS2     | [ 1 ] [ 5 ] |
| 2013 | Drama Special - "The Devil Rider"           | Choon-gil          | KBS2     | [ 1 ]       |
| 2014 | The Full Sun                                | Kang Han-na        | KBS2     |             |
| 2014 | Drama Special - "The Dirge Singer"          | Hwa-joo            | KBS2     | [ 9 ]       |
| 2014 | Gunman in Joseon                            | Jan-yi             | KBS2     |             |
| 2015 | Drama Special - "Crimson Moon"              | Hee-jung           | KBS2     |             |
| 2016 | Guardian: The Lonely and Great God          | Go Jung-hyun       | tvN      |             |
| 2017 | Prison Playbook                             | Amiga de Kim Ji-ho | tvN      |             |
| 2018 | That Moment When Time Stops                 | Sun Ah             | SBS      | [ 3 ] [ 4 ] |
| 2018 | Time                                        | Oh Young-hee       | MBC TV   |             |

### Cine
| Año  | Título                            | Personaje     | Ref.  |
| ---- | --------------------------------- | ------------- | ----- |
| 2013 | The Flu                           |               | [ 5 ] |
| 2019 | Jo Pil-ho: el despertar de la ira | Mujer policía |       |

### Videos musicales
| Año  | Título de la canción | Artista   |
| ---- | -------------------- | --------- |
| 2012 | "Don't You Know"     | Halla Man |